# Rapisma malayanum
Rapisma malayanum är en insektsart som beskrevs av P. Barnard 1981. Rapisma malayanum ingår i släktet Rapisma och familjen Rapismatidae. Inga underarter finns listade i Catalogue of Life.